# (557) Violetta
(557) Violetta es un asteroide perteneciente al cinturón de asteroides descubierto el 26 de enero de 1905 por Maximilian Franz Wolf desde el observatorio de Heidelberg-Königstuhl, Alemania.
Está nombrado por Violetta, un personaje de la ópera La traviata del compositor italiano Giuseppe Verdi (1813-1901).